# U20-världsmästerskapet i handboll för damer
U20-världsmästerskapet i handboll för damer spelas sedan 1977.

## Resultat
| År   | Värdnation      | Final             | Final                                     | Final             | Match om tredjepris | Match om tredjepris                       | Match om tredjepris |
| År   | Värdnation      | Vinnare           | Resultat                                  | Tvåa              | Trea                | Resultat                                  | Fyra                |
| ---- | --------------- | ----------------- | ----------------------------------------- | ----------------- | ------------------- | ----------------------------------------- | ------------------- |
| 1977 | Rumänien        | Jugoslavien U20   | 16 – 13 (e.f.)                            | Sovjetunionen U20 | Rumänien U20        | 16 – 15 (e.f.)                            | Östtyskland U20     |
| 1979 | Jugoslavien     | Sovjetunionen U20 | Gruppspel                                 | Östtyskland U20   | Jugoslavien U20     | Gruppspel                                 | Ungern U20          |
| 1981 | Kanada          | Sovjetunionen U20 | Gruppspel                                 | Jugoslavien U20   | Västtyskland U20    | Gruppspel                                 | Sydkorea U20        |
| 1983 | Frankrike       | Sovjetunionen U20 | 22 – 17                                   | Östtyskland U20   | Sydkorea U20        | 26 – 23                                   | Jugoslavien U20     |
| 1985 | Sydkorea        | Sovjetunionen U20 | 27 – 24                                   | Sydkorea U20      | Polen U20           | 30 – 29 (e.f.)                            | Östtyskland U20     |
| 1987 | Danmark         | Sovjetunionen U20 | 24 – 15                                   | Danmark U20       | Östtyskland U20     | 27 – 23                                   | Sydkorea U20        |
| 1989 | Nigeria         | Sovjetunionen U20 | 26 – 23                                   | Sydkorea U20      | Bulgarien U20       | 27 – 18                                   | Jugoslavien U20     |
| 1991 | Frankrike       | Sovjetunionen U20 | 26 – 25                                   | Sydkorea U20      | Danmark U20         | 25 – 18                                   | Sverige U20         |
| 1993 | Bulgarien       | Ryssland U20      | 24 – 17                                   | Bulgarien U20     | Sydkorea U20        | 28 – 27                                   | Danmark U20         |
| 1995 | Brasilien       | Rumänien U20      | 28 – 24                                   | Danmark U20       | Norge U20           | 26 – 24                                   | Sydkorea U20        |
| 1997 | Elfenbenskusten | Danmark U20       | 29 – 26                                   | Ryssland U20      | Rumänien U20        | 27 – 26                                   | Norge U20           |
| 1999 | Kina            | Rumänien U20      | 25 – 20                                   | Litauen U20       | Danmark U20         | 25 – 20                                   | Ungern U20          |
| 2001 | Ungern          | Ryssland U20      | 29 – 27                                   | Ungern U20        | Tyskland U20        | 26 – 22                                   | Spanien U20         |
| 2003 | Makedonien      | Ryssland U20      | 26 – 24                                   | Ungern U20        | Norge U20           | 35 – 30                                   | Kroatien U20        |
| 2005 | Tjeckien        | Ryssland U20      | 30 – 25                                   | Norge U20         | Sydkorea U20        | 28 – 23                                   | Ungern U20          |
| 2008 | Makedonien      | Tyskland U20      | 23 – 22                                   | Danmark U20       | Sydkorea U20        | 29 – 22                                   | Spanien U20         |
| 2010 | Sydkorea        | Norge U20         | 30 – 21                                   | Ryssland U20      | Montenegro U20      | 24 – 23                                   | Sydkorea U20        |
| 2012 | Tjeckien        | Sverige U20       | 29 – 22                                   | Frankrike U20     | Ungern U20          | 26 – 24                                   | Serbien U20         |
| 2014 | Kroatien        | Sydkorea U20      | 34 – 27                                   | Ryssland U20      | Danmark U20         | 21 – 20                                   | Tyskland U20        |
| 2016 | Ryssland        | Danmark U20       | 32 – 28 (e.f.)                            | Ryssland U20      | Rumänien U20        | 26 – 25                                   | Tyskland U20        |
| 2018 | Ungern          | Ungern U20        | 28 – 22                                   | Norge U20         | Sydkorea U20        | 29 – 27                                   | Ryssland U20        |
| 2020 | Rumänien        |                   | Inställt på grund av Coronaviruspandemin. |                   |                     | Inställt på grund av Coronaviruspandemin. |                     |
| 2022 | Slovenien       | Norge U20         | 31 – 29                                   | Ungern U20        | Nederländerna U20   | 31 – 20                                   | Sverige U20         |
| 2024 | Nordmakedonien  | Frankrike U20     | 29 – 26                                   | Ungern U20        | Nederländerna U20   | 34 – 28                                   | Danmark U20         |